# Flavio Gay
Flavio Gay (Voghera, 7 marzo 1998) è un cestista italiano. Attualmente giocatore della Fulgor Omegna.
Playmaker di 185 cm, è stato campione d'Italia di pallacanestro 3x3 nel 2025. 
Nel 2016 inoltre ha incantato al Mondiale 3x3 in Kazakistan U18, vincendo una medaglia di bronzo oltre al riconoscimento nel miglior terzetto del Mondiale.